# Marcus Kann
|       |       |       |       |       |       |       |       |       |  |
|       | a8    | b8    | c8    | d8    | e8 kd | f8    | g8    | h8 rd |  |
| a7 pd | b7 pd | c7    | d7    | e7    | f7 pd | g7 pd | h7 pd |       |  |
| a6    | b6 qd | c6    | d6    | e6 pd | f6    | g6    | h6    |       |  |
| a5    | b5    | c5    | d5 pd | e5 pl | f5    | g5    | h5    |       |  |
| a4    | b4    | c4    | d4 ql | e4    | f4 pl | g4    | h4    |       |  |
| a3 pl | b3 pl | c3    | d3    | e3    | f3    | g3    | h3    |       |  |
| a2    | b2    | c2    | d2    | e2    | f2    | g2 pl | h2 pl |       |  |
| a1 rl | b1 nl | c1 rd | d1 rl | e1    | f1    | g1 kl | h1    |       |  |
|       |       |       |       |       |       |       |       |       |  |

Marcus Kann  (1820, Viena–3 de febrero de 1886) fue un ajedrecista austriaco.
Kann Y Horatio Caro analizaron conjuntamente y publicaron su análisis de la apertura de ajedrez que más tarde sería llamada Defensa Caro-Kann, (1.e4 c6) en la revista alemana Bruederschaft en 1886. 
Durante el 4.º Congreso Ajedrecístico alemán en Hamburgo en mayo de 1885, Kann venció al campeón germano-británico Jacques Mieses con la Defensa Caro-Kann (ECO B12) en solo 17 movimientos. Esta partida de Kann se añadió al libro del torneo, pero sus otras partidas del torneo  principal, donde  obtuvo cuatro puntos en siete partidas, lo que no fue suficiente para ganar su grupo, siguen sin publicar.
La revista Deutsche Schachzeitung (1886, p. 128) publicó una breve necrológica después de su muerte.